# Bathyllus
Bathyllus (I. e. 1. század) római költő.
Középszerű költemények fűződnek a nevéhez. Ismertségét egy igazolatlan valóságtartalmú, a reneszánsz korában elterjedt, de feltehetőleg korábbi forrásokon alapuló történetnek köszönheti, amely a Donatus által írt Vergilius-életrajzban is olvasható. A fáma szerint Bathyllus elirigyelte Vergilius népszerűségét, s a nagy költőt plagizálva kívánt dicsőséget szerezni magának. Próbálkozását leleplezték, és erre a történetre utalhat Vergilius a „Sic vos non vobis" (’Így dolgoztok ti, de nem magatoknak’) szállóigéje.